# Diocesi di Ampora
La diocesi di Ampora (in latino: Dioecesis Amporensis) è una sede soppressa e sede titolare della Chiesa cattolica.

## Storia
Ampora, nell'odierna Algeria, è un'antica sede episcopale della provincia romana di Numidia.
Sono tre i vescovi conosciuti di questa diocesi africana. Alla conferenza di Cartagine del 411, che vide riuniti assieme i vescovi cattolici e donatisti dell'Africa romana, presero parte il cattolico Donato e il donatista Servato. Donato è probabilmente lo stesso vescovo che sottoscrisse la lettera sinodale indirizzata ai donatisti dal concilio provinciale cattolico riunito a Zerta, in Numidia, il 14 giugno 412.
Terzo vescovo noto è Cresconio, il cui nome appare all'11º posto nella lista dei vescovi della Numidia convocati a Cartagine dal re vandalo Unerico nel 484; Cresconio, come tutti gli altri vescovi cattolici africani, fu condannato all'esilio.
Dal 1933 Ampora è annoverata tra le sedi vescovili titolari della Chiesa cattolica; dal 13 ottobre 2015 il vescovo titolare è Arthur Joseph Colgan, C.S.C., già vescovo ausiliare di Chosica.

## Cronotassi

### Vescovi residenti
- Donato † (prima del 411 - dopo il 412 ?)
  - Servato † (menzionato nel 411) (vescovo donatista)
- Cresconio † (menzionato nel 484)

### Vescovi titolari
- José Calasanz Rosenhammer, O.F.M. † (12 maggio 1949 - 26 aprile 2003 deceduto)
- Heriberto Andrés Bodeant Fernández (28 giugno 2003 - 13 giugno 2009 nominato vescovo di Melo)
- Fernando José Castro Aguayo (27 giugno 2009 - 4 agosto 2015 nominato vescovo di Margarita)
- Arthur Joseph Colgan, C.S.C., dal 13 ottobre 2015